# Independence Rock
Der Independence Rock [ˌɪndɪˈpendəns rɑk] (deutsch Unabhängigkeitsfelsen) ist ein etwa 36 Meter hoher Granitfelsen am Ufer des Sweetwater River im Südwesten von Natrona County im US-Bundesstaat Wyoming. Mitte des 19. Jahrhunderts war der Felsen ein sehr beliebter und berühmter Treffpunkt für Immigranten, die über den Oregon Trail in den Westen der USA wollten. Die Siedler feierten dort den amerikanischen Unabhängigkeitstag, da sie meist am oder um den 4. Juli daran vorbeikamen. Es wurde zum Brauch, dort seinen Namen sowie das Datum seines Besuchs und einen kleinen Spruch für die Nachwelt einzumeißeln.
Der Independence Rock wurde im Januar 1961 zu einem „nationalen historischen Wahrzeichen“ (National Historic Landmark) erklärt. Seit Oktober 1966 ist der Felsen als Stätte im National Register of Historic Places eingetragen.
Der Independence Rock liegt auf dem Gelände der Pathfinder Ranches.

## Galerie

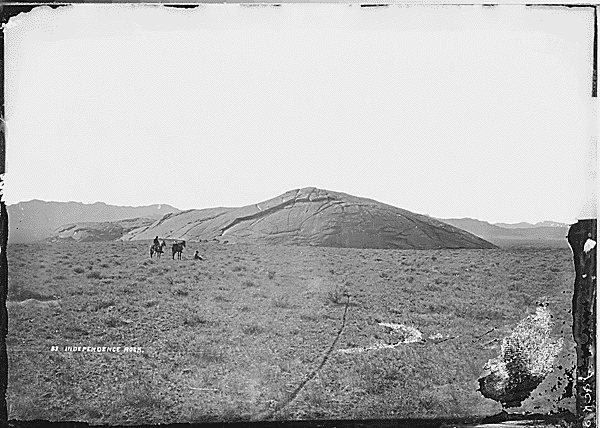
Independence Rock 1870
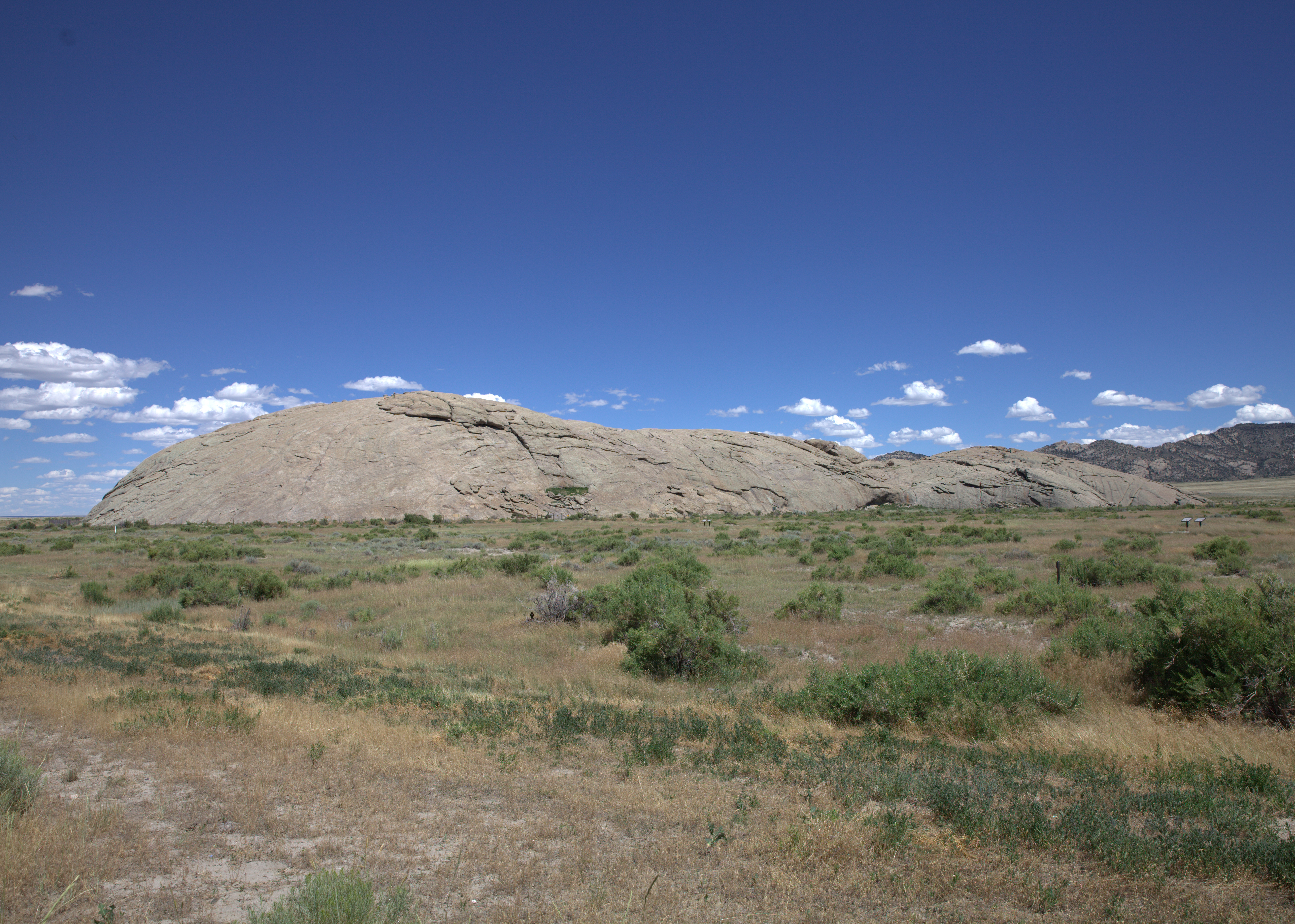
Independence Rock 2015
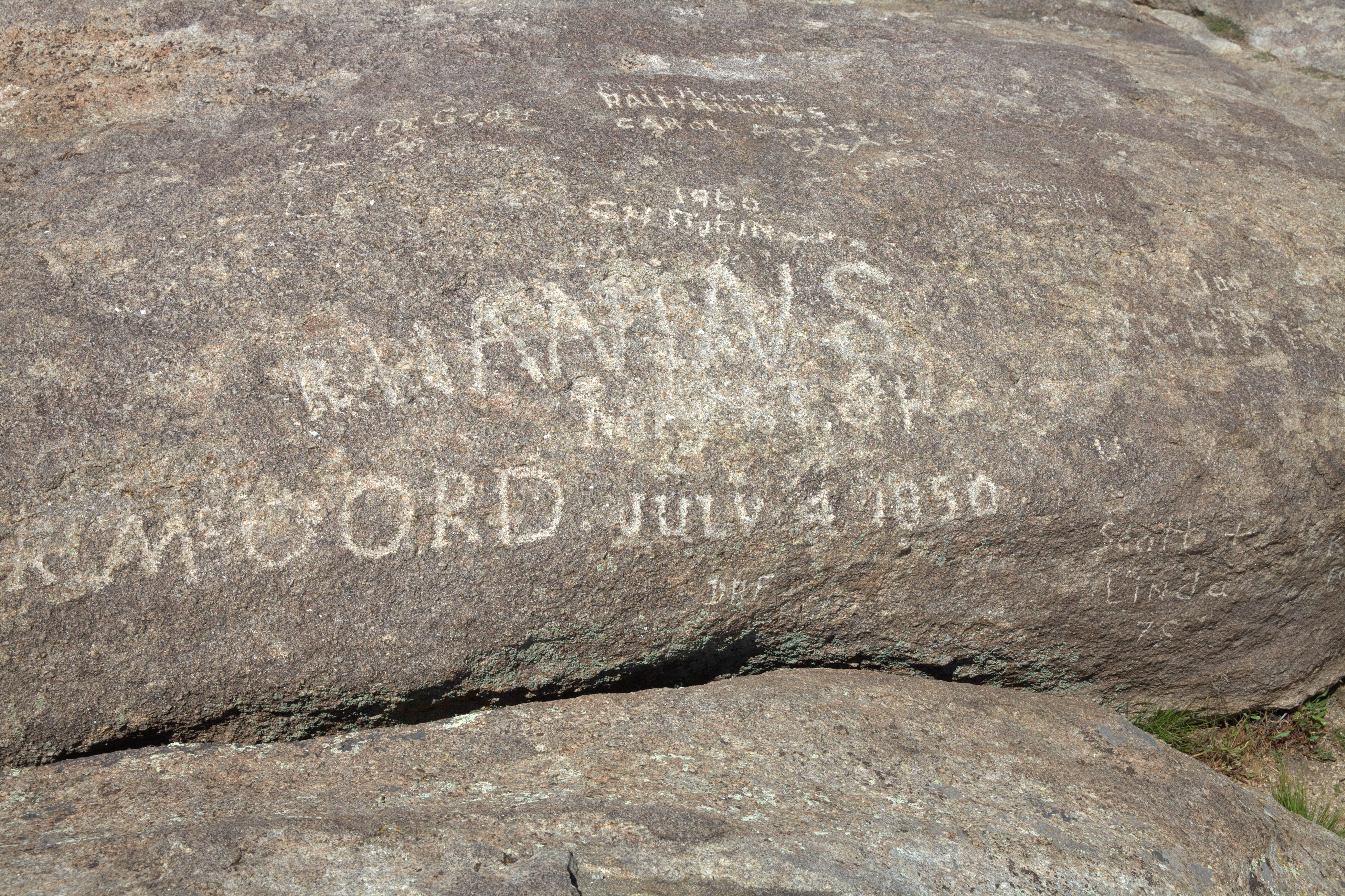
In den Independence Rock gemeißelte Namen, insbesondere von R. McCord 1850
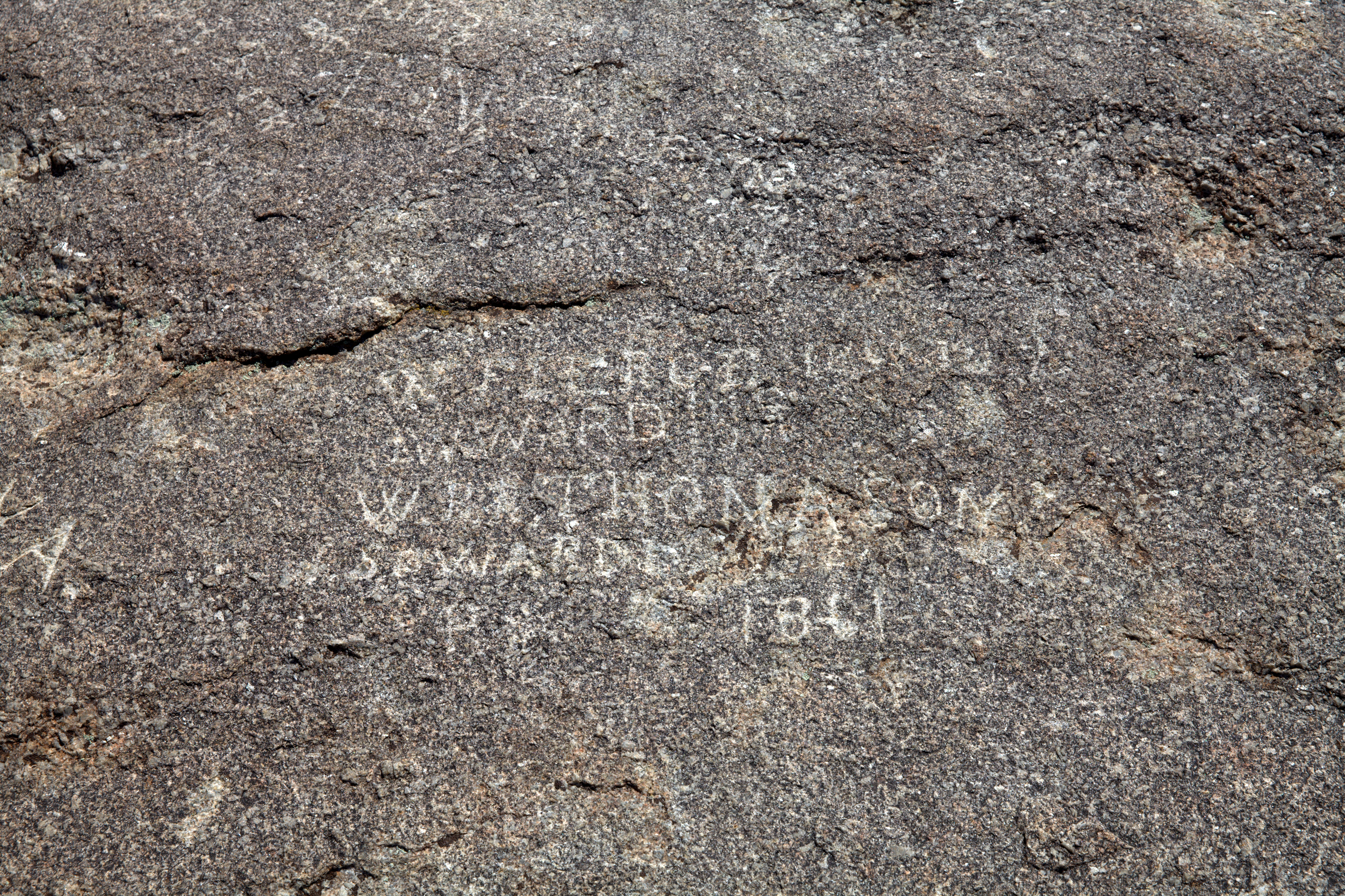
In den Independence Rock gemeißelte Namen, insbesondere von W.R.R. Thompson, W. Pierce, J. Ware und J.S.O. Ward 1861